# Canton de Plélo
Le canton de Plélo est une circonscription électorale française du département des Côtes-d'Armor.

## Histoire
Un nouveau découpage territorial des Côtes-d'Armor entre en vigueur à l'occasion des élections départementales de mars 2015, défini par le décret du 13 février 2014, en application des lois du 17 mai 2013 (loi organique 2013-402 et loi 2013-403). Les conseillers départementaux sont, à compter de ces élections, élus au scrutin majoritaire binominal mixte. Les électeurs de chaque canton élisent au Conseil départemental, nouvelle appellation du Conseil général, deux membres de sexe différent, qui se présentent en binôme de candidats. Les conseillers départementaux sont élus pour 6 ans au scrutin binominal majoritaire à deux tours, l'accès au second tour nécessitant 12,5 % des inscrits au 1er tour. En outre la totalité des conseillers départementaux est renouvelée. Ce nouveau mode de scrutin nécessite un redécoupage des cantons dont le nombre est divisé par deux avec arrondi à l'unité impaire supérieure si ce nombre n'est pas entier impair, assorti de conditions de seuils minimaux. Dans les Côtes-d'Armor, le nombre de cantons passe ainsi de 52 à 27.
Le canton de Plélo est formé de communes des anciens cantons de Châtelaudren (7 communes), de Plouagat (6 communes), de Quintin (8 communes) et de Plœuc-sur-Lié (2 communes). Avec ce redécoupage administratif, le territoire du canton s'affranchit des limites d'arrondissements, avec 18 communes incluses dans l'arrondissement de Saint-Brieuc et 5 dans l'arrondissement de Guingamp. Le bureau centralisateur est situé à Plélo.

## Représentation
| Période élective | Période élective | Mandat | Mandat   | Identité          | Nuance | Nuance | Qualité |
| ---------------- | ---------------- | ------ | -------- | ----------------- | ------ | ------ | --- |
| 2015             | 2021             | 2015   | 2021     | Françoise Golhen  |        | LR     | Conseillère municipale de Quintin jusqu'en 2020                                                               |
| 2015             | 2021             | 2015   | 2021     | Yves-Jean Le Coqû |        | DVD    | Conseiller municipal de Plélo jusqu'en 2020, ancien conseiller général du Canton de Châtelaudren              |
| 2021             | 2028             | 2021   | en cours | Pascal Prido      |        | DVG    | Agriculteur, maire du Foeil                                                                                   |
| 2021             | 2028             | 2021   | en cours | Gaëlle Routier    |        | DVG    | Employée de banque, conseillère municipale de Plélo 10ème vice-présidente déléguée au Logement et à l'Habitat |

### Résultats détaillés

#### Élections de mars 2015
À l'issue du 1er tour des élections départementales de 2015, deux binômes sont en ballottage : Françoise Golhen et Yves-Jean Le Coqû (Union de la Droite, 43,15 %) et Valérie Berthier-Levif et Denis Follet (PS, 36,34 %). Le taux de participation est de 55,45 % (10 009 votants sur 18 052 inscrits) contre 56,24 % au niveau départementalet 50,17 % au niveau national.
Au second tour, Françoise Golhen et Yves-Jean Le Coqû (Union de la Droite) sont élus avec 57,31 % des suffrages exprimés et un taux de participation de 55,19 % (5 215 voix pour 9 962 votants et 18 052 inscrits).

#### Élections de juin 2021
Le premier tour des élections départementales de 2021 est marqué par un très faible taux de participation (33,26 % au niveau national). Dans le canton de Plélo, ce taux de participation est de 39,86 % (7 307 votants sur 18 332 inscrits) contre 39,37 % au niveau départemental. À l'issue de ce premier tour, deux binômes sont en ballottage : Pascal Prido et Gaëlle Routier (DVG, 48,58 %) et Françoise Golhen et Yves-Jean Le Coqû (DVD, 37,87 %).
Le second tour des élections est marqué une nouvelle fois par une abstention massive équivalente au premier tour. Les taux de participation sont de 34,3 % au niveau national, 40,31 % dans le département et 39,84 % dans le canton de Plélo. Pascal Prido et Gaëlle Routier (DVG) sont élus avec 54,55 % des suffrages exprimés (3 749 voix pour 7 306 votants et 18 339 inscrits),,.

## Composition
Le canton de Plélo comprenait 23 communes entières à sa création.
À la suite de la fusion, au 1er janvier 2019, de Châtelaudren avec Plouagat pour former la commune nouvelle de Châtelaudren-Plouagat, le canton comprend désormais vingt-deux communes.
| Nom                           | Code Insee | Intercommunalité                    | Superficie (km2) | Population (dernière pop. légale) | Densité (hab./km2) | Modifier                                    |
| ----------------------------- | ---------- | ----------------------------------- | ---------------- | --------------------------------- | ------------------ | ------------------------------------------- |
| Plélo (bureau centralisateur) | 22182      | CC Leff Armor Communauté            | 43,38            | 3 283 (2022)                      | 76                 | modifier les données · modifier les données |
| Boqueho                       | 22011      | CC Leff Armor Communauté            | 27,12            | 1 054 (2022)                      | 39                 | modifier les données · modifier les données |
| Bringolo                      | 22019      | CC Leff Armor Communauté            | 9,38             | 510 (2022)                        | 54                 | modifier les données · modifier les données |
| Châtelaudren-Plouagat         | 22206      | CC Leff Armor Communauté            | 32,44            | 3 968 (2022)                      | 122                | modifier les données · modifier les données |
| Cohiniac                      | 22045      | CC Leff Armor Communauté            | 12,26            | 397 (2022)                        | 32                 | modifier les données · modifier les données |
| Le Fœil                       | 22059      | CA Saint-Brieuc Armor Agglomération | 20,54            | 1 382 (2022)                      | 67                 | modifier les données · modifier les données |
| La Harmoye                    | 22073      | CA Saint-Brieuc Armor Agglomération | 17,67            | 379 (2022)                        | 21                 | modifier les données · modifier les données |
| Lanfains                      | 22099      | CA Saint-Brieuc Armor Agglomération | 21,87            | 1 091 (2022)                      | 50                 | modifier les données · modifier les données |
| Lanrodec                      | 22116      | CC Leff Armor Communauté            | 31,92            | 1 380 (2022)                      | 43                 | modifier les données · modifier les données |
| Le Leslay                     | 22126      | CA Saint-Brieuc Armor Agglomération | 5,01             | 154 (2022)                        | 31                 | modifier les données · modifier les données |
| Plaine-Haute                  | 22170      | CA Saint-Brieuc Armor Agglomération | 15,29            | 1 705 (2022)                      | 112                | modifier les données · modifier les données |
| Plerneuf                      | 22188      | CC Leff Armor Communauté            | 8,30             | 1 119 (2022)                      | 135                | modifier les données · modifier les données |
| Plouvara                      | 22234      | CC Leff Armor Communauté            | 22,19            | 1 149 (2022)                      | 52                 | modifier les données · modifier les données |
| Quintin                       | 22262      | CA Saint-Brieuc Armor Agglomération | 3,12             | 2 743 (2022)                      | 879                | modifier les données · modifier les données |
| Saint-Bihy                    | 22276      | CA Saint-Brieuc Armor Agglomération | 8,22             | 261 (2022)                        | 32                 | modifier les données · modifier les données |
| Saint-Brandan                 | 22277      | CA Saint-Brieuc Armor Agglomération | 25,16            | 2 285 (2022)                      | 91                 | modifier les données · modifier les données |
| Saint-Fiacre                  | 22289      | CC Leff Armor Communauté            | 9,70             | 212 (2022)                        | 22                 | modifier les données · modifier les données |
| Saint-Gildas                  | 22291      | CA Saint-Brieuc Armor Agglomération | 15,54            | 242 (2022)                        | 16                 | modifier les données · modifier les données |
| Saint-Jean-Kerdaniel          | 22304      | CC Leff Armor Communauté            | 11,12            | 691 (2022)                        | 62                 | modifier les données · modifier les données |
| Saint-Péver                   | 22322      | CC Leff Armor Communauté            | 13,13            | 388 (2022)                        | 30                 | modifier les données · modifier les données |
| Trégomeur                     | 22356      | CC Leff Armor Communauté            | 10,37            | 947 (2022)                        | 91                 | modifier les données · modifier les données |
| Le Vieux-Bourg                | 22386      | CA Saint-Brieuc Armor Agglomération | 25,13            | 760 (2022)                        | 30                 | modifier les données · modifier les données |
| Canton de Plélo               | 2215       |                                     | 388,86           | 26 100 (2022)                     | 67                 | modifier les données                        |

## Démographie
En 2022, le canton comptait 26 100 habitants, en évolution de +0,43 % par rapport à 2016 (Côtes-d'Armor : +1,78 %, France hors Mayotte : +2,11 %).
| 2013   | 2018   | 2022   |
| ------ | ------ | ------ |
| 25 630 | 25 934 | 26 100 |